# Francesco Amoretti
Francesco Amoretti (San Pancrazio Parmense, 5 aprile 1747 – 25 marzo 1817) è stato un incisore e fabbro del Ducato di Parma e Piacenza. Dalla morte del fondatore don Andrea, avvenuta nel 1807, fino al 1817 resse l'officina dei Fratelli Amoretti di San Pancrazio Parmense.
Lo "Stato dei fonditori in caratteri" inviato a Parigi il 5 febbraio 1811 dal prefetto del Dipartimento del Taro, Hugues Nardon, asserisce che nel 1810 la ditta "Francesco Amoretti" o "Amoretti zio e nepoti" era l'unica nel dipartimento oltre a quella di Giambattista Bodoni, con 3600 matrici e 1800 punzoni. Vi si lavoravano i caratteri con cinquanta forme e un fornello e aveva due operai. Francesco Amoretti vi operava come fabbro, fonditore e incisore di caratteri. Il nipote Vittorino, figlio di Pancrazio, si dedicava esclusivamente all'incisione. Il valore della fonderia era 20.000 franchi e il prodotto netto annuo 1300.
Il prefetto afferma «Les sieurs Amoretti exercent aussi la profession de serruriers et mécaniciens, avec le plus grand succés» (trad. «I signori Amoretti esercitano anche la professione di fabbri e meccanici, col più grande successo») come testimoniano i frammenti di corrispondenza dell'officina con commissioni di materiale tipografico provenienti da molte parti d'Italia (ad esempio Barga, Modena, Pisa e Pistoia).
Nel 1811 gli Amoretti pubblicarono il Saggio de' caratteri e fregi della fonderia dei fratelli Amoretti incisori e fonditori in San Pancrazio presso Parma, che contiene più di 1300 diversi fregi e caratteri e raccoglie l'opera di don Andrea Amoretti, incisore dei punzoni di Giambattista Bodoni.